# Euagrotis beata
Euagrotis beata là một loài bướm đêm trong họ Noctuidae.